# Ponera wheeleri
Ponera wheeleri (лат.) — ископаемый вид муравьёв из подсемейства Ponerinae (Formicidae). Название дано в честь американского мирмеколога Уильяма Уилера (William  Wheeler; 1865—1937).

## Описание
Обнаружен в эоценовом биттерфильдском янтаре (Германия, Priabonian), голотип HM-11/229 хранится в коллекции Humboldt Museum (Берлин, Германия), паратип GZG.BST-27.064 (MKC) — в Гёттингене. Длина тела самцов около 2,6 до 3,0 мм. Голова расширена кпереди, почти одинаковой длины и ширины. Глаза овальные, выпуклые. Длина переднего крыла около 3 мм. Переднее крыло с замкнутыми ячейками 1 + 2r, 3r, rm и mcu. Ячейка 3r в 4 раза больше максимальной ширины. Поперечные жилки rs-m и r-rs встречаются с RS очень близко друг к другу, но в разных точках, разделенных шириной чуть более двух жилок. 2RS и 3M происходят из общего узла, поэтому ячейка rm треугольная, а mcu - четырехугольная. Ячейка mcu длиннее своей ширины. 1RS очень короткая, в несколько раз короче 1M.